# Uair
Uair nombre de fantasía de Air Euroamérica S.A fue una aerolínea Uruguaya de bajo costo con base en el Aeropuerto Internacional de Carrasco (Montevideo). Esta aerolínea operó vuelos regulares entre Uruguay, Argentina, Chile y Brasil.

## Historia
Uair fue fundada en el año 2002, comenzó sus operaciones en el año 2003, y tras pasar por una fuerte crisis, producto de la mala administración del grupo empresarial Tango (últimos propietarios de la también desaparecida empresa Manzanares), quebró en el año 2005. 
Uair, nombre de fantasía utilizado por Air Euroamérica S. A., fue fundada en 2002, con el objetivo de ser la primera lowcost uruguaya. Sin embargo, recién comenzó a volar en diciembre de 2003 con los únicos dos aviones que tuvo en su historia, modelo Fokker F100, con capacidad para 108 pasajeros, que luego pasarían a formar parte de la flota de TAM (empresa brasileña que luego se fusionó con la chilena LAN para formar Latam Airlines).
Comenzó las operaciones de vuelo entre los destinos autorizados por la DGAC de Uruguay en el año 2003, los cuales fueron desde el Aeropuerto Internacional de Carrasco hacia Brasil   (Porto Alegre, Curitiba, Sao Paulo y algunos vuelos chárteres hacia Porto Seguro vía Río de Janeiro y  Florianópolis). Luego hacia Argentina    (Córdoba, Rosario, Mendoza, Buenos Aires (Ezeiza y Aeroparque) y algunos charters a Bariloche). Hacia Santiago de Chile se comenzó a volar ya casi al final de su existencia lamentablemente. También estaba en los proyectos de la empresa dirigir sus operaciones a Paraguay y Bolivia, nunca materializadas.
El estado uruguayo aplicó medidas extremas de presión otorgando inicialmente destinos de baja ocupación para finalmente asfixiar a la empresa, de manera que por el no otorgamiento de frecuencias solicitadas al Aeroparque metropolitano argentino, la empresa tuvo que cancelar vuelos en semana de turismo del año 2005, los cuales estaban totalmente vendidos, causando un desequilibrio financiero importante al tener que cubrir esas frecuencias con aeronaves alquiladas al extranjero. Esta fue una estrategia pensada de manera de eliminar una competencia sana que venía creciendo de manera constante hacia la línea de bandera, PLUNA, que se encontraba en profunda crisis tras el abandono de la administración de la extinta aerolínea brasilera VARIG.
Actualmente, tanto VARIG, PLUNA como Uair son historia de la aviación nacional y mundial, y han dejado a cientos de pilotos sin Aerolínea para trabajar, comprobando con esto que tanto empleados, autoridades como empresarios son eslabones de una cadena la cual se vio cortada en muchos lugares y hoy es muy difícil de volver a recomponer. 

## Destinos
Uair opero en las siguientes ciudades de forma regular:
| Países    | Destinos          | Aeropuertos                                                       |
| --------- | ----------------- | ----------------------------------------------------------------- |
| Argentina | Buenos Aires      | Aeroparque Jorge Newbery                                          |
| Argentina | Buenos Aires      | Aeropuerto Internacional Ministro Pistarini                       |
| Argentina | Córdoba           | Aeropuerto Internacional Ingeniero Aeronáutico Ambrosio Taravella |
| Argentina | Mendoza           | Aeropuerto Internacional Gobernador Francisco Gabrielli           |
| Argentina | Rosario           | Aeropuerto Internacional Rosario Islas Malvinas                   |
| Brasil    | Curitiba          | Aeropuerto Internacional Afonso Pena                              |
| Brasil    | Florianópolis     | Aeropuerto Internacional Hercílio Luz                             |
| Brasil    | Porto Alegre      | Aeropuerto Internacional Salgado Filho                            |
| Brasil    | Río de Janeiro    | Aeropuerto Internacional de Galeão                                |
| Brasil    | São Paulo         | Aeropuerto Internacional de Sao Paulo-Guarulhos                   |
| Chile     | Santiago de Chile | Aeropuerto Internacional Arturo Merino Benítez                    |
| Uruguay   | Montevideo        | Aeropuerto Internacional de Carrasco (HUB)                        |
| Uruguay   | Punta del Este    | Aeropuerto Internacional de Laguna del Sauce                      |

## Flota
Uair llegó a tener los siguientes aviones:
| Aeronaves  | Total | Introducido | Retirado | Matrículas    |
| ---------- | ----- | ----------- | -------- | ------------- |
| Fokker 100 | 2     | 2003        | 2005     | CX-UAA CX-UAB |